# Onon
De Onon of Onon Gol (Russisch:Онон гол) is een rivier in Mongolië en Rusland met een lengte van 818 kilometer en een stroombekken van 94 010 km². De Onon Gol ontspringt in de oostelijke hellingen van het Hentigebergte. Ze stroomt 298 kilometer door Mongolië en vormt bij de samenvloeiing met de Ingoda de Sjilka.
Het gebied rond de bovenloop zou het gebied zijn waar Genghis Khan zou geboren en opgegroeid zijn.